# Clotilde Vázquez Martínez
Clotilde Vázquez Martínez es una endocrinóloga y nutricionista española, nacida en Alicante. Es doctora en Medicina por la Universidad Autónoma de Madrid y cuenta con más de 30 años de experiencia en su campo.

## Carrera profesional
Ocupa el cargo de dirección de Endocrinología y Nutrición de la Fundación Jiménez Díaz y de los hospitales Infanta Elena, General de Villalba y Rey Juan Carlos en Madrid. Su trabajo se centra en el estudio y tratamiento de la diabetes, el sobrepeso, la obesidad y los lípidos. Ha investigado y publicado sobre la menopausia.

## Publicaciones y contribuciones
Ha publicado numerosos artículos científicos y ha participado en diversas conferencias y cursos a lo largo de su carrera. Entre sus libros destacan:
- 50 preguntas clave en mujer y obesidad / coordinardora, Clotilde Vázquez Martínez (2023)
- Con hormonas y a lo loco : claves para cuidarte durante la menopausia y el climaterio (2021)
- La alimentación en la diabetes una estrategia integral y personalizada (2020)
- Klimaterio : historias de mujeres y hormonas (2019)

## Reconocimientos
La Dra. Vázquez ha sido reconocida como una de las 100 mejores médicas de España según la lista Forbes. Su enfoque en la salud de la mujer y su dedicación a la endocrinología y nutrición la han convertido en una figura respetada en su campo.